# Feministische Literaturwissenschaft
Feministische Literaturwissenschaft ist eine sich im Sinne feministischer Ziele parteilich zeigende Richtung innerhalb der Literaturwissenschaft. Ihre zentralen Gegenstände waren in Abhängigkeit von der gewählten Blickrichtung einerseits schreibende und publizierende Frauen in ihren literarischen, sozialen und ökonomischen Zusammenhängen, andererseits Frauenliteratur. Neben epochenübergreifenden Frauenliteraturgeschichten und literarischen Anthologien begünstigten namentlich die Themenbereiche „Schriftstellerinnen und Emanzipation“ und „feministische Literaturtheorien“ bis in die 1990er-Jahre hinein die temporäre weltweite Anerkennung und Institutionalisierung von Feministischer Literaturwissenschaft.

## Entstehung und Entwicklung
Die Herausbildung dieser politisch motivierten Richtung stand in einem kausalen Zusammenhang zum Feminismus und zur Frauenforschung vor und nach 1945 und darüber hinaus auch zum Wiederaufleben des Marxismus in den 1960er-Jahren und zur 68er-Bewegung. Von Beginn an beherrschten französische und US-amerikanische Vordenkerinnen die Feuilletons und das wissenschaftliche Feld.
Die deutsche Wortverbindung „feministische Literaturwissenschaft“ lässt sich derzeit zuerst bei der seit 1972 an der Universität Marburg lehrenden Professorin Marie Luise Gansberg („Seit dem Winter 1976 bin ich mit der Einarbeitung in einen neuen Wissenschaftsbereich beschäftigt: Women’s Studies, hier: feministische Literaturwissenschaft“) nachweisen und auf einer Anzeigenseite von Nummer 48 der Zeitschrift Kursbuch 1977, wo der Courage-Verlag den Sammelband Frauen und Wissenschaft. Beiträge zur Berliner Sommeruniversität für Frauen, Juli 1976 bewarb. Die an der Universität Hamburg eingerichtete „Arbeitsstelle feministische Literaturwissenschaft“ nahm ihre Arbeit 1985 auf. Das zuletzt genannte Datum sollte nicht darüber hinwegtäuschen, dass viele wichtige, die Durchsetzung Feministischer Literaturwissenschaft befördernde Grundlagen bereits in den 1970er-Jahren gelegt worden sind, weshalb dieses Jahrzehnt mehr zu betonen ist als die zwei nachfolgenden.
Feministische Literaturwissenschaftlerinnen setzten sich zwar ideologie- und herrschaftskritisch mit der älteren Forschung, vor allem mit frauendiskriminierenden Äußerungen namhafter männlicher Literaturwissenschaftler, mit dem männerdominierten Literaturkanon und ganz vereinzelt mit wissenschaftspolitischen Fragen auseinander. Sie gingen aber nicht so weit, autoritären Hierarchien an den Universitäten und der Qualifikationshürde der Habilitation, die von jeher „die versteckte Möglichkeit bietet, Frauen von hochqualifizierten Berufen fernzuhalten“, den Kampf anzusagen. Bezeichnenderweise waren es nicht die mit ergebnisoffener Forschung konfligierende parteiliche Haltung der Feministischen Literaturwissenschaft und ihre Zersplitterung, die das Interesse an einer dezidiert „feministischen“ Literaturwissenschaft dahinschwinden ließen, sondern der von feministischen Professorinnen mitgetragene Wettlauf der Moden, fachinterne Ausdifferenzierungs- und Verwissenschaftlichungsprozesse und der machtvolle Einfluss von männlichen Seilschaften bei Stellenbesetzungen. Ergänzend hierzu Barbara Hahn:

„Wenn die Zeichen nicht trügen, ist der Zenit einer ‚feministischen Literaturwissenschaft‘ zumindest in Deutschland bereits überschritten. Terminologisch deutet sich ein paradigmatischer Wandel an (…). Ob diese Entwicklung allerdings in der desolaten deutschen Universitätslandschaft der ausgehenden neunziger Jahre genügend Raum findet, bleibt abzuwarten. Denn auf die Frage nach der Idee einer Universität am Ende dieses Jahrhunderts reagiert man bisher nicht mit der Öffnung für neue Fragen und Forschungsfelder, sondern eher mit Redisziplinierung, d.h. mit einer Rückkehr in traditionelle Bahnen. Davon sind Forschungsrichtungen in besonderem Maße betroffen, die Geschlechterverhältnisse thematisieren, ob sie nun in den Fächergrenzen bleiben wie es die ‚feministischen Literaturwissenschaft‘ in Deutschland tat, oder ob sie – wie die ‚gender studies‘ – eine disziplinäre Neuorientierung anstreben. Institutionell wird ihnen nicht nur im Zeichen von Sparmaßnahmen das Wasser abgegraben.“

Die Vorstellung, Feministische Literaturwissenschaft habe sich in Abhängigkeit zur rückläufigen Anziehungskraft der zweiten Frauenbewegung selbst abgeschafft, geht von der Fehlannahme aus, Feministische Literaturwissenschaft habe ihre eigenen politischen Ziele stets klar formuliert und mit großem Engagement verfolgt.

## Leistungen
Sofern nicht kenntnisreiche und gründliche Chroniken zur Feministischen Literaturwissenschaft diesem Trend ein Ende setzen, wird die vergleichsweise kurze Geschichte dieser einem Strohfeuer gleichenden A-Room-of-One's-Own-„Befreiungsbewegung“, deren wissenschaftliche Erträge in der Summe allerdings beachtlich sind, mehr und mehr dem Vergessen anheimgegeben.
Im Zentrum der Feministischen Literaturwissenschaft standen unter anderem folgende Untersuchungsgegenstände:
Einzelne Schriftstellerinnen mit den Schwerpunkten Leben und Werk (z. B. Hrotsvit von Gandersheim, Sidonia Hedwig Zäunemann, Louise Otto-Peters, Irmtraud Morgner) oder Einzelaspekte (z B. die Rezeptionsgeschichte der Werke von Ingeborg Bachmann)
Nach Kriterien wie Aufenthaltsort, Land, Genre, Epoche zusammengefasste schreibende und publizierende Frauen (z B. Exil-Schriftstellerinnen, österreichische Schriftstellerinnen, Tagebuchschreiberinnen, deutschsprachige Dramatikerinnen im 18. und 19. Jahrhundert)
Literarische Motive mit explizitem oder implizitem Frauenbezug (z. B. Frauenliebe, weibliche Sexualität, Tod)
Fiktionale Frauenfiguren (z B. Mutter, Tochter, Femme fatale, die alte Frau, die lesbische Frau, Prostituierte).
Literarische Verarbeitungen von Heldinnen und Negativgestalten aus Geschichte und Mythologie (z. B. Jeanne d’Arc, Amazonen, Kassandra)
Frauenbilder und Frauenrollen in unterschiedlichen Genres und literarischen Epochen (z. B. Frauenbild und Weiblichkeitsbegriff im 19. Jahrhundert)
Hinzu traten die Themenkomplexe Unterdrückungs- und Gewaltmechanismen der patriarchalischen Gesellschaft und weibliche Autorschaft, Sprache und weibliches Schreiben, feministische Literaturtheorien, Literatur und Emanzipation, Frauenbewegung und Literatur, feministische Utopien in der Literatur, weibliche Lesesozialisation und Buchbesitz.
Die 1999 erschienene, von Hiltrud Gnüg und Renate Möhrmann herausgegebene überarbeitete Auflage der Frauen Literatur Geschichte (Originalausgabe Metzler Verlag 1985, Lizenzausgabe Suhrkamp Verlag 1989 und der zweiten Auflage 2003) spannt den Bogen vom Mittelalter bis zur Gegenwart, von Europa und den USA bis nach Schwarzafrika und ist in neun Kapitel untergliedert: I. Klöster, Höfe und Salons – Räume literarischer Selbstentfaltung, II. Weibliche Bildungs- und Erziehungskonzepte, III. Neue Genres als Medium für weibliches Schreiben (Brief, Reisebericht, Memoiren, Autobiographie), IV. Phantastische Literatur, V. Theater als eroberter Raum, VI. Lyrische Stimmen, VII. Frauenrechte – Menschenrechte, VIII. Erotische Literatur, XI. Neue literarische Strömungen in der zweiten Hälfte des 20. Jahrhunderts.
In der Endphase ab den 1990er-Jahren waren die soziale Herstellung von Geschlechterdifferenzen, Geschlechterrollen und die kultursemantischen Codierungen des Begriffspaares „Weiblichkeit“ / „Männlichkeit“ verbreitete Ansatzpunkte Feministischer Literaturwissenschaft. Hierdurch bahnten ihre Vertreterinnen der literaturwissenschaftlichen Geschlechter- und der literaturwissenschaftlichen Genderforschung den Weg.
Durch wissenschaftliche und journalistische Veröffentlichungen, Lehrveranstaltungen, das Datenbankprojekt „Schriftstellerinnen in Deutschland, Österreich, Schweiz 1945–2008“ (DaSinD), Tagungen, Vorträge, Vortragsreihen, Lesungen und Ausstellungen wirkten feministische Literaturwissenschaftlerinnen und feministischen Bibliothekarinnen im Verein mit feministischen Schriftstellerinnen, feministischen Literaturkritikerinnen, feministischen Verlegerinnen und feministischen Buchhändlerinnen daran mit, die Sichtbarkeit von schreibenden und publizierenden Frauen in Geschichte und Gegenwart zu erhöhen und sich zu einer feministischen literarischen Öffentlichkeit zu formieren.

## Kritik
Feministische Literaturwissenschaftlerinnen unterzogen die von der vorausgehenden Forschung bereits weitreichend bibliographisch erfassten Primärquellen (selten Archivalien) eingehenden Analysen, oft verbunden mit der Intention, kursierende neue Fragestellungen und literatursoziologische, ideologiekritische, strukturalistische, poststrukturalistische, psychoanalytische oder dekonstruktivistische Ansätze auf Einzelwerke oder Textzusammenstellungen anzuwenden, ohne den Vorgang der Applikation je in Frage zu stellen und das Problem der Epigonenhaftigkeit zu thematisieren. Damit einher ging ein genereller Mangel an Selbstkritik. Dieser Problemzusammenhang und die unten aufgezeigten Defizite lagen unterhalb der Wahrnehmungsschwelle.
Deskriptive Termini erschienen feministischen Literaturwissenschaftlerinnen als unkreative, einengende, den Fortschritt behindernde Fesseln. Die Folge waren unscharfe Begriffe und pseudowissenschaftliche Definitionen.
Nicht nur die exponierte Stellung, die Theorie auch und vor allem dann eingeräumt wurde, wenn es sich um bloße Übernahmen handelte oder statt wissenschaftlicher Theorie „philosophische Erkenntnis das Telos bildet“, sondern auch der demonstrative Schulterschluss mit dem engen, normativen Literaturbegriff der klassischen Ästhetik wie auch der Literaturkritik und das Akklamieren von originalitätsheischender Sprachakrobatik katapultierten elementare wissenschaftliche Bewertungskategorien wie etwa den Schwierigkeitsgrad von Forschungsvorhaben, die Größenordnung der individuell oder im Team erzielten Innovationen und den Nutzen dieser Innovationen für die Fachgemeinschaft auf eine nachrangige Position. Im Zeichen der Aufwertung des Subjektiven und Privaten und eines erstarkenden Selbstbewusstseins galt fortan als neu und maßstabsetzend, was man selbst erforschte. Korrespondierend zu dieser Haltung wurden keine Anstalten unternommen, eine Bibliographie vergleichbar jener der „Forschungsgruppe FrauenKunstGeschichte“ zu erstellen.
Am Austragen von den Geschlechterstreit im Hier und Jetzt betreffenden Konflikten und an einer wissenschaftlichen Ethik zeigten sich feministische Literaturwissenschaftlerinnen zu keiner Zeit interessiert und unterminierten unter diesen Vorzeichen ihren feministischen Anspruch, den Bedürfnissen von Frauen gerecht werdende gesellschaftliche Veränderungen herbeizuführen. Themen wie „Chancengleichheit unterwandernde Praktiken im Lehr- und Forschungsbetrieb“, „Die verdrängten dunklen Seiten der Studienbegingungen von Studentinnen und des Arbeitslebens von Wissenschaftlerinnen: Von nicht gehört und gefördert und von nicht anerkannt und gewürdigt werden bis zu Ausgrenzung, Mobbing und anderen Gewaltformen“, „Schutzräume für Opfer“, „Studienabbrecherinnen“, „Frauenarmut und Frauensolidarität in Literatur und Gesellschaft“, „Kulturen des Misstrauens und der Stigmatisierung“ und anderes mehr standen nie im Zentrum der von der Feministischen Literaturwissenschaft mitrepräsentierten Literaturwissenschaft.

## Abgrenzungskriterien
Feministische Literaturwissenschaft stand unter anderem auf den Schultern der bis heute von Vereinzelung geprägten literaturwissenschaftlichen Frauenforschung. Ihrem Selbstverständnis nach war sie das Gegenprogramm zur männerorientiert forschenden Literaturwissenschaft mit ihren chauvinistischen Tendenzen. Im Verlauf des Siegeszuges der Genderforschung wurden frühere feministische Literaturwissenschaftlerinnen in der überwiegenden Mehrzahl der Fälle und ohne je auf einem wissenschaftlichen Fundament die nötigen begriffliche Klärungen vorgenommen zu haben, zu „Genderforscherinnen“. Sie und die nachwachsende Generation der Genderforscher und -forscherinnen sind in dem Ziel geeint, Geschlechterpolitik machen bzw. globale gesellschaftspolitische Veränderungen anstoßen zu wollen.
Die unter dem Einfluss der Digitalisierung stehende, in ihrer Relevanz, Reichweite und potenziellen politischen Sprengkraft nicht zu unterschätzende literaturwissenschaftliche Frauenforschung neueren und neuesten Datums ist im Hinblick auf die herangezogenen Quellen und die Berücksichtigung von Vielsprachigkeits- und Mehrkulturalitätsphänomenen sehr viel breiter aufgestellt als Feministische Literaturwissenschaft, sie ist methodisch stringenter, terminologisch präziser und innovativer, insbesondere auf der Fakten-, Themen- und Theorieebene, und zudem anschlussfähiger an interdisziplinäre Forschungen.
Ob ein Beitrag der einen oder anderen Richtung zugehört, lässt sich hauptsächlich daran festmachen, ob verstärkt und vergleichsweise unhinterfragt feministische Primär- und Sekundärtexte zitiert werden, und ob Theorie auf Kosten von Methodenfragen und originärer Innovation „hochgejubelt“ wird. Der Feministischen Literaturwissenschaft sind zudem Forscherinnen zuzuordnen, die sich selbst als feministische Literaturwissenschaftlerin bezeichneten und die an Tagungen der „Arbeitsstelle feministische Literaturwissenschaft“ teilnahmen.
Wissenschaftliche Bibliotheken subsumierten Publikationen, die der Feministischen Literaturwissenschaft zugeordnet werden können, unter das Schlagwort „Frauenforschung“ oder unter „Frauen- und Geschlechterforschung“.
Literaturwissenschaftliche Geschlechterforschung stützt sich, sofern entsprechende Forschungen vorliegen, auf die Ergebnisse der literatur- und geschichtswissenschaftlichen Frauen-, Männer- und Transpersonenforschung. Entgegen landläufiger Vorstellungen ist Genderforschung keineswegs ein bedeutungsgleicher oder übergeordneter Begriff für Frauen-, Männer-, Transpersonen-, Geschlechter- und Queerforschung; vielmehr zeichnet sich diese Forschungsrichtung durch einen hohen Spezialisierungsgrad aus, der sich daraus ergibt, dass Genderforschung nicht auf die Erfassung von Gemeinsamkeiten und Unterschieden der Geschlechter spezialisiert ist, sondern beschreibend und einordnend soziale und psychologische Vorgänge in den Fokus nimmt, die geschlechts- und geschlechterspezifische Zuschreibungen zum Inhalt haben.

## Hauptvertreterinnen
- Ingrid Bennewitz
- Silvia Bovenschen
- Marie Luise Gansberg
- Susanne Kord
- Lena Lindhoff
- Renate Möhrmann
- Renate Kroll
- Katherine M. Rogers
- Marianne Schuller
- Elaine Showalter
- Margarete Zimmermann
- Sigrid Weigel
- Barbara Vinken

## Synergien
Das Verhältnis von Feministischer Literaturwissenschaft und Feministischer Linguistik war vor allem in den 1980er Jahren ausgesprochen eng und wechselseitig.
Feministische Literaturkritik übernahm und übernimmt eine vermittelnde Funktion gegenüber dem Buchhandel, den Bibliotheken, den Massenmedien, dem Literaturunterricht an Schulen und Hochschulen und jenem Publikum, das im privaten Rahmen liest und sich bildet.